# Gordon Kong
Gordon Kong Chol o Chuol (o Gordon Koang Chol) és un militar i polític sudanès d'ètnia nuer.
Va participar en la primera guerra civil sudanesa i va arribar a coronel a l'Anya-Anya I, càrrec que tenia quan Garang hi va entrar com a caporal. Al final de la guerra (1972) va entrar a l'exèrcit sudanès.
Era tinent coronel i comissionat de la província de Jonglei, i fou arrestat per causes del servei (juny del 1982) i es va unir a l'Anya-Anya II i el 1983, quan es van produir els motins (maig) seguits de l'aixecament de Garang, tenia ja el grau de major i era comandant a Billpam.
L'octubre del 1984, junt amb un altre destacat cap, William Deng, es va aliar al president sudanès Numeyri però l'1 de gener del 1986 va arrossegar a quasi tot l'Anya-Anya II a les files de l'Exèrcit d'Alliberament del Poble Sudanès (SPLA), i l'Anya-Anya II fou totalment absorbida el 1987 excepte el grup de Paulino Matiep.
El gener de 1989, com a comandant del SPLA va conquerir Nasir. Just en aquesta ciutat, junt amb Riek Machar i Lam Akol, va emetre la declaració de Nasir per intentar enderrocar a Garang, el 28 d'agost de 1991. Es va formar llavors la SPLA-Nasir, que va rebre ajut del govern i va esdevenir el 1992 el Moviment d'Independència del Sud del Sudan (SSIM) que el 1997 va signar l'Acord de pau de Khartum amb el govern. Fou nomenat com un dels comandants principals de la South Sudan Defence Forces i el 1998 va començar a rebre subministraments del govern. Així va esdevenir cap d'una milícia de nuers que va començar a actuar independentment a la zona de Nasir. El 1994 va utilitzar la seva posició per atacar als nuer luos, enfrentats als nuer jikany pels drets de pesca al riu Sobat. Els luos estaven manats per un altre comandant d'una posició propera a Waat, de nom Gordon Kong Banypini; Gordon Kong Chol va atacar als luos i aquestos en revenja van atacar Nasir i la van cremar; Machar va fer detenir 11 comandants implicats en les lluites, dels quals almenys tres foren portats a judici i altres jutjats en absència; els dos Gordon Kong foren sentenciats a penes de presó però amnistiats al cap de poc per la Convenció del SSIM. Gordon Kong Banypini i altres caps luos de Waat van intentar resistir en aquesta població, però mancats de suport es van passar al govern a Malakal, en una posició manada per un antic membre de l'Anya Anya que havia desertar al bàndol del govern (Mabur Dhol) que els va donar armes mercès a les quals van poder fer algun atac a la zona de Waat (incloent la presa d'onze ostatges treballadors d'organitzacions no governamentals el febrer de 1995).
Gordon Kong va mantenir una facció a la rodalia de Malakal, Adar, i al nord de Nasir, i el 21 d'abril de 1997 fou un dels signants de l'Acord de pau de Khartum. Després va retornar nominalment a la disciplina del SSIM i les SSDF però de fet va cooperar amb la intel·ligència militar sudanesa de la que va rebre ajut i va gaudir de gran autonomia.
El gener del 2002 les faccions del sud es van unir sota pressió internacional i el juliol es va signar el protocol de Machakos que va anar seguit d'altres acords fins al Comprehensive Peace Agreement del 2005 que estipulava que les milícies s'havien d'unir o al SPLA/SPLA o a les Forces Armades Sudaneses (SAF).
Després de l'acord va decidir formar un partit polític, l'Aliança Democràtica Unida del Sudan del Sud/South Sudan United Democratic Alliance, SSUDA, que va quedar sota la direcció política de David de Chan (setembre del 2005); el 2006 Gordon Kong i el seu lloctinent Gabriel Tanginya van agafar la direcció militar del que quedava de la South Sudan Defence Forces que seria el seu braç militar; el setembre del 2007 aquesta organització i la SSUDA foren dissoltes i unides al Fòrum Democràtic del Sudan del Sud/South Sudan Democratic Forum, SSDF) per formar el Front Democràtic del Sudan del Sud/Southern Sudan Democratic Front (SSDF) amb Samuel Galuak de secretari general (abans havia estat secretari del Fòrum); el partit obeeix els dictats del general Bashir, president del Sudan i del governant Partit del Congrés Nacional del Sudan (NCP). Tot i així les dues organitzacions SSUDA i South Sudan Democratic Forum van seguir existint doncs una part dels membres van rebutjar participar en el nou partit.